# Leon Janney
Leon Janney (1 de abril de 1917 – 28 de octubre de 1980) fue un actor y locutor de nacionalidad estadounidense, activo entre los años 1920 y 1980.

## Biografía
Su verdadero nombre era Leon Ramon y nació en Ogden, Utah. Janney hizo su primera actuación teatral a los dos años de edad en el Pantages Theatre de su ciudad natal. Pasó algunos años actuando en el género del vodevil, y actuó por vez primera en la radio en 1926, iniciándose poco después en el teatro
Una de sus primeras interpretaciones cinematográficas llegó con el film de Victor Sjöström The Wind, que protagonizaba Lillian Gish. Actuó en diferentes películas encarnando a los personajes protagonistas en su juventud, que interpretaban actores como Ricardo Cortez, Reginald Denny y Conrad Nagel. El productor Hal Roach lo contrató para actuar en la comedia de la serie de Our Gang titulada Bear Shooters, haciendo el papel de Spud. Sin embargo, Roach se dio cuenta de que era demasiado mayor para encajar con el resto de los personajes, por lo que Bear Shooters fue su único trabajo en la serie. En el año 1931 trabajó en la adaptación de una novela de Booth Tarkington, Penrod and Sam.
A mediados de los años 1930 empezó a trabajar para la radio, actuando en la serie The Parker Family, en la cual interpretaba a Richard Parker. Aunque su verdadera pasión era el teatro, él utilizó la radio llegando a ser un maestro en el uso de acentos de idiomas extranjeros e, incluso, de dialectos regionales de los Estados Unidos. Tras un período durante la Segunda Guerra Mundial, en el cual sirvió como traductor, continuó con su trabajo teatral y radiofónico.
Janney fue incluido en la lista negra de Hollywood a causa del "temor rojo", algo irónico, dado que la Armada lo reclutó porque hablaba con soltura el ruso y por su capacidad de imitar los acentos extranjeros. A pesar de todo ello, siguió trabajando con regularidad gracias a su preferencia por el teatro, actuando en obras como The School for Scandal y The Gazebo.
A principios de los años 1940 protagonizó su propia serie radiofónica, The Adventures of Dick Cole, un programa de acción y aventura destinado al público preadolescente. También fue coprotagonista de "The Adventures of Charlie Chan".
Janney actuó en docenas de series radiofónicas, entre ellas la aclamada serie dramática Suspense (1942–1962). Otros shows fueron The Mysterious Traveler, X Minus One o CBS Radio Mystery Theater (1974–1982), producción en la cual Janney participó en al menos 80 episodios. Además, hasta su muerte hizo incontables actuaciones sin repercusión en los créditos. Por otra parte, en las décadas de 1960 y 1970 también dio voz a centenares de anuncios comerciales televisivos. 
Para la televisión hizo pequeños papeles en series como Car 54, Where Are You?, The Defenders y The Jackie Gleason Show. Tras más de una década apartado de la gran pantalla, volvió al cine en 1959 con The Last Mile, film en el cual encarnaba a un guardia. También fue portavoz de los New York Mets en sus anuncios de Rheingold Beer en las temporadas 1962 y 1963. En sus años finales, actuó de manera regular en los shows televisivos Another World y The Edge of Night. Su última película fue Charly (1968), con Cliff Robertson y Dina Merrill. Ese mismo año fue Ed Gorton en seis episodios de la serie protagonizada por Burt Reynolds Hawk.
Leon Janney falleció a causa de un cáncer el 28 de octubre de 1980 en Guadalajara, México. Había estado casado con Jessica Pepper y Dorothy Janney.

## Filmografía
- 1927 : Quality Street
- 1928 : Abie's Irish Rose
- 1928 : The Elephant's Elbows
- 1928 : The Wind
- 1929 : The Leatherneck
- 1929 : The Younger Generation
- 1930 : Die Maske fällt
- 1930 : Bear Shooters
- 1930 : Courage
- 1930 : Old English
- 1930 : The Doorway to Hell, de Archie Mayo
- 1931 : Father's Son
- 1931 : Their Mad Moment
- 1931 : Penrod and Sam
- 1932 : Police Court
- 1941 : Stolen Paradise
- 1950 : Tom Corbett, Space Cadet (serie TV)
- 1956 : The Edge of Night (serie TV), 25 episodios
- 1959 : The Last Mile
- 1959 : The Philadelphia Story (telefilm)
- 1964 : Another World (serie TV)
- 1966 : Hawk (serie TV)
- 1968 : Charly